# James Madison
James Madison (Port Conway, Virginia, 16 maart 1751 – Montpelier, Virginia, 28 juni 1836) was een Amerikaans staatsman en politiek filosoof. Hij was als president tevens eigenaar van een grote tabaksplantage waar in slavernij gewerkt werd. Tussen 1809 en 1817 diende hij als 4e president van de Verenigde Staten. Tijdens zijn presidentschap raakte het land weer in oorlog met het Verenigd Koninkrijk.
James Madison heeft een belangrijke rol gespeeld bij het ontstaan van de Verenigde Staten van Amerika. Hij was een van de voornaamste auteurs van de Grondwet van de Verenigde Staten en de daaropvolgende Bill of Rights. Met zijn artikelen in de Federalist Papers die de nieuwe grondwet verdedigden, beïnvloedde hij de publieke opinie. Mede dankzij Madison kregen de Verenigde Staten een federatieve staatsvorm. Hij diende als afgevaardigde in het Huis van Afgevaardigden en was minister van Buitenlandse Zaken in het kabinet van president Thomas Jefferson. James Madison is een van de Founding Fathers van de VS en staat bekend als de Father of the Constitution (Vader van de Grondwet).
Op 14 september 1794 huwde Madison met Dolley Payne Todd, de latere first lady, met wie hij geen kinderen zou hebben. Het echtpaar verschilde aanzienlijk in leeftijd en temperament: de veertien jaar jongere Dolley was een hartelijke en vrolijke vrouw en een gastvrouw die de politieke loopbaan van haar man bevorderde. Madison was korzelig en gereserveerd.

## Jeugd
James Madison werd geboren in Port Conway als de oudste van twaalf kinderen van kolonel James Madison Sr. (1723–1801) en Eleanor Nellie Conway (1731–1829). Zijn ouders waren eigenaar van een tabaksplantage met meer dan honderd slaafgemaakten; landgoed Montpellier, in Orange County, Virginia. Madison zou dit later erven en in zijn bezit houden.
Hij genoot zijn vroegste onderwijs thuis en vertrok in 1769 naar de Princeton-universiteit in New Jersey, waar hij geschiedenis, openbaar bestuur en rechten studeerde. Hij raakte betrokken bij een kring van studenten en faculteitsleden die revolutionaire ideeën hadden en werd lid van de American Whig Society. Al in 1771 behaalde hij zijn academische graad, waarna hij gedurende een aantal maanden verder studeerde bij de rector magnificus van Princeton alvorens naar Virginia terug te keren.
Van 1772 tot 1775 verbleef Madison op zijn vaders landgoed Montpelier, alwaar hij zich steeds meer voor politiek en bestuur ging interesseren. Gedurende deze periode raakte hij ook overtuigd van de noodzaak voor de Britse koloniën om onafhankelijk te worden van het moederland. Vanaf 1776 was Madison lid van de Constitutionele Conventie van Virginia, alwaar hij meehielp aan de Virginia Declaration of Rights en nauw samenwerkte met Thomas Jefferson. Nadat Virginia in juni 1776 een nieuwe grondwet had aangenomen, werd Madison lid van de wetgevende vergadering van de toekomstige staat Virginia.

## Father of the Constitution
Nog jong en timide werd Madison in 1779 lid van de delegatie van Virginia in het Continental Congress, waar hij aan het eind van de Amerikaanse Onafhankelijkheidsoorlog een meer leidende rol ging spelen. Madison stond een sterk centraal federaal gezag voor en vond dat de Articles of Confederation een te zwak raamwerk vormden voor de regering van de pas onafhankelijk geworden Verenigde Staten. In 1784 werd Madison wederom gekozen als lid van de wetgevende vergadering van Virginia, de General Assembly. In de Assembly was hij een van de grootste voorstanders van een sterkere centrale regering, een niet al te populaire stellingname in Virginia. Madison pleitte ook voor godsdienstvrijheid en de scheiding van kerk en staat.
In september 1786 werd op voorstel van Madison een conventie gehouden in Annapolis, Maryland waar, zo hoopte Madison, de staten een meer uniform handelsbeleid konden overeenkomen. Slechts vier staten stuurden een delegatie en er werd weinig meer bereikt dan het bijeenroepen van een nieuwe conventie. Bij deze tweede conventie, die in Philadelphia plaatsvond, waren alle staten present. Het beoogde doel van deze conventie was de hervorming van de Artikelen van de Confederatie. In mei 1787 werd Madison gekozen als een van de delegatieleden van Virginia.

### Constitutional Convention
Drie weken voordat de Conventie van start zou gaan kwam James Madison in Philadelphia aan. Hij presenteerde zijn plan voor een nieuwe constitutie aan de andere delegatieleden van Virginia. Het voorstel was gebaseerd op zijn Study of Ancient and Modern Confederacies en Vices of the Political System of the United States. In Madisons visie moesten de drie pijlers van de staatsinrichting zijn: een gekozen uitvoerende macht, een wetgevende macht bestaande uit twee kamers waarin de staten op basis van hun bevolkingsgrootte vertegenwoordigd worden, alsmede een sterke nationale rechtsprekende macht. Dit systeem zou de grondslag gaan vormen voor het gehele politieke raamwerk van de Verenigde Staten. Het berustte op de trias politica van Montesquieu: er zijn drie machten van de overheid die elkaar controleren door checks and balances zodat geen een kan overheersen.
Tijdens de Conventie werd het Virginia Plan door gouverneur Edmund Randolph van Virginia voorgedragen. Hiertegenover stond het New Jersey Plan dat vooral verschilde van Madisons ideeën omdat het een paritaire verdeling van vertegenwoordigers in het toekomstige Amerikaanse Congres voorstond. Uiteindelijk werd het compromis bereikt dat het Huis van Afgevaardigden op basis van bevolkingsgrootte werd samengesteld, terwijl in de Senaat elke staat, ongeacht zijn grootte, twee senatoren kreeg.
Tijdens de Constitutionele Conventie woonde Madison bijna alle vergaderingen bij om, zo zei hij, "geen enkele belangrijke toespraak te missen". Het was zijn doel om een grondwet te creëren: "on which would be staked the happiness of a people great even in its infancy, and possibly the cause of liberty throughout the world" ("die het doel heeft het geluk te waarborgen van een volk, groots zelfs in dit vroege stadium, en wellicht de vrijheid in heel de wereld").
Na de Constitutionele Conventie werkte Madison voor de aanneming van de Grondwet die hij mede ondertekende. In de staatsconventie van Virginia waar over de ratificatie van de nieuwe grondwet werd gediscussieerd voerde de "Vader van de Grondwet" meerdere debatten met Patrick Henry, die tegen het grondwetsvoorstel was. Madison was een van de drie auteurs van een serie van 85 invloedrijke artikelen die in vooral New Yorkse kranten verschenen en die later als de Federalist Papers werden gepubliceerd. Madison, Alexander Hamilton en John Jay publiceerden deze artikelen als tegenwicht tegen de negatieve berichtgeving over de Grondwet in diverse kranten. Zij hoopten het Amerikaanse publiek te overtuigen van de noodzaak om de grondwet aan te nemen. Algemeen wordt aangenomen dat Madison 26 van de 85 Federalist Papers schreef.
De staatsconventie van Virginia stemde in 1788 met 89 tegen 79 stemmen voor ratificatie van de Grondwet. Madison slaagde er in 1789 niet in om tot de Senaat te worden verkozen, maar werd in zijn thuisdistrict wel gekozen als lid van het Huis van Afgevaardigden.

### Bill of Rights
Een van de argumenten die tegenstanders van de Grondwet tegen het grondwetsvoorstel aanvoerden was de afwezigheid van een Bill of Rights, die de rechten van de burgers moest waarborgen. Hoewel Madison aanvankelijk tegen deze Bill of Rights was, werd hij gaandeweg een van de grootste voorstanders ervan. In totaal stelde Madison twaalf amendementen voor als onderdeel van deze Bill of Rights en in december 1791 werden tien hiervan door de staten geratificeerd en daarmee deel van de Grondwet. Meer dan 150 jaar na zijn dood, in 1992, werd nog eens een van Madisons amendementen geratificeerd, als het 27e amendement op de Grondwet.
Gedurende de acht jaar dat Madison deel uitmaakte van het Huis van Afgevaardigden begon het tweepartijensysteem dat nu nog in de VS bestaat zich af te tekenen. Madison schaarde zich aanvankelijk achter de fractie van Alexander Hamilton die een hechte band met het oude moederland Groot-Brittannië voorstond en meer macht aan de centrale regering wilde geven. Thomas Jefferson en zijn volgelingen verzetten zich hiertegen. Geleidelijk aan begon Madison zich meer en meer met Jeffersons visie te vereenzelvigen en aan het einde van zijn vier termijnen als Congreslid was Madison een van de leiders van de Democratisch-Republikeinse Partij in het Huis. Hamiltons Federalist Party en Jeffersons Democratisch-Republikeinse Partij verschilden van mening over maatregelen die Hamilton wilde doorvoeren, zoals de oprichting van een nationale bank, het overnemen van schulden die de individuele staten hadden gemaakt door de federale overheid en de invoering van handelstarieven, hoewel Madison in het Continental Congress veel van deze maatregelen zelf had voorgesteld. Madison vreesde dat de Federalisten de noordelijke staten te veel invloed zouden geven en zijn oorspronkelijke nationalisme veranderde geleidelijk aan in regionale loyaliteit.
Deze splitsing in de Amerikaanse politiek zorgde voor een bekoeling van de relatie tussen Madison en George Washington, die net als Hamilton een Federalist was, hoewel voor de vorm partijloos. Voorheen onderhield Washington nauwe contacten met Madison en zocht hij als president Madisons advies op verschillende beleidsterreinen.

## Madison en het buitenlands beleid
In de buitenlandse politiek waren de anti-Federalisten kort na de invoering van de Grondwet meer pro-Frans, terwijl de Federalisten pro-Britse sentimenten koesterden. In de oorlogen tussen Frankrijk en Groot-Brittannië die volgden op de Franse Revolutie trachtte president Washington de Amerikaanse neutraliteit te handhaven, wat de anti-Federalisten als een pro-Britse actie zagen. In 1794 sloten de Verenigde Staten met Groot-Brittannië het Verdrag van Jay dat diverse meningsverschillen tussen beide landen oploste, vaak nog daterend uit de Amerikaanse Onafhankelijkheidsoorlog, en Amerikaanse handelsrechten vastlegde. Madison had tevergeefs gestreden tegen de ratificatie van dit verdrag: hij vond dat Amerika beter bestand was tegen een eventuele handelsoorlog dan Groot-Brittannië. Madison en andere anti-Federalisten verloren in deze periode gaandeweg invloed, terwijl de Federalisten in het Congres de overhand kregen.
Madison stelde zich in 1797 niet opnieuw verkiesbaar als Congreslid en trok zich met zijn vrouw Dolley terug op Montpelier, zijn vaders landgoed, dat hij inmiddels had geërfd. Twee jaar later werd hij echter wederom verkozen in de Assembly (volksvertegenwoordiging) van Virginia. Nadat Thomas Jefferson in 1801 tot president was gekozen, benoemde hij zijn oude politieke vriend en geestverwant Madison op de hoogste post in het kabinet, die van Secretary of State (Minister van Buitenlandse Zaken). In deze positie was het aan Madison om de relaties met de twee grote rivalen Groot-Brittannië en Frankrijk in goede banen te leiden. Beide Europese grootmachten waren in deze periode bijna voortdurend met elkaar in oorlog en hadden een blokkade van elkaars havens afgekondigd. Omdat Amerikaanse koopvaardijschepen een groot deel van de handel van beide landen met hun West-Indische koloniën vervoerden, hadden zij regelmatig te lijden van Franse en Britse oorlogsschepen die hun vracht confisqueerden. De Britten dwongen Britse onderdanen die op de neutrale Amerikaanse schepen dienstdeden met geweld om in de Britse marine te dienen (impressment).
Madison trachtte aanvankelijk tevergeefs met diplomatieke middelen een einde te maken aan deze praktijken. Als laatste poging om een oorlog met één of beide Europese mogendheden te voorkomen, introduceerden Jefferson en Madison de Embargo Act die in 1807 door het Congres werd goedgekeurd. Deze wet verbood alle handel van Amerikaanse schepen met het buitenland. Deze Embargo Act was moeilijk uit te voeren en leidde vooral in de zuidelijke staten tot een economische neergang. De wet werd al snel weer ingetrokken, hoewel de onderliggende problemen niet werden opgelost.

## Presidentschap

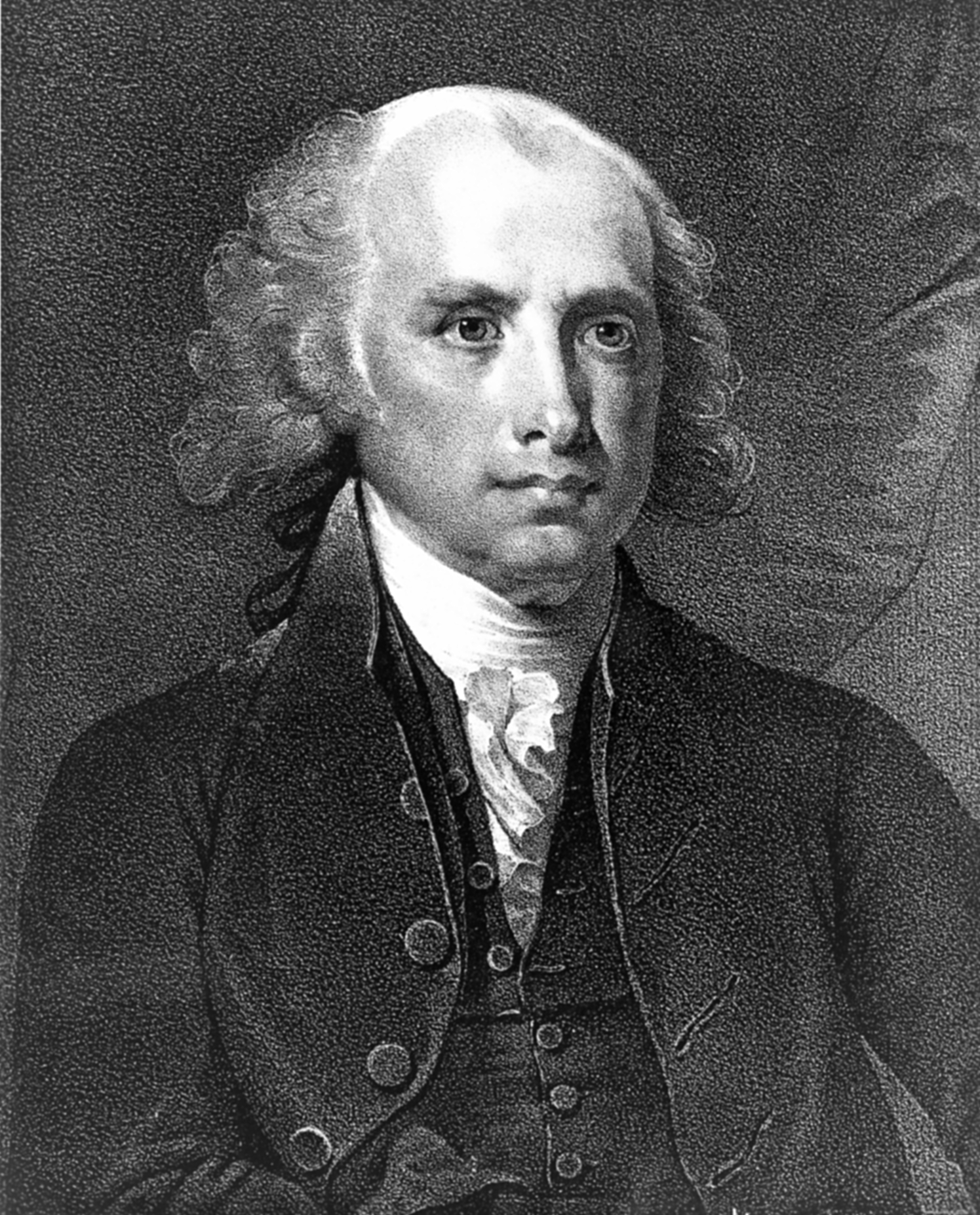
Als president leidde Madison de VS door de Oorlog van 1812 met Groot-Brittannië

In de aanloop naar de Amerikaanse presidentsverkiezingen van 1808 nomineerde de Democratisch-Republikeinse Partij Madison als haar kandidaat voor het Witte Huis. De Federalisten nomineerden de diplomaat Charles Cotesworth Pinckney. Madison won de verkiezingen gemakkelijk en veroverde 122 van de 175 stemmen in het kiescollege. George Clinton behield de positie van vicepresident, die hij ook had onder Jefferson. Op 4 maart 1809 werd Madison door de opperrechter van het Supreme Court, John Marshall, beëdigd als de vierde president van de Verenigde Staten.
Madisons presidentschap stond voor een belangrijk deel in het teken van de verslechterende relaties met Groot-Brittannië en Frankrijk. De Embargo Acts werden dan wel ingetrokken, de daaropvolgende Non-Intercourse Act die handel met alle landen behalve Groot-Brittannië en Frankrijk toeliet, werd ook al snel als ineffectief afgedaan en afgeschaft.

### Oorlog van 1812
Vanaf november 1810 werd de handel met Groot-Brittannië, die na afschaffing van de Non-Intercourse Act weer was toegestaan, wederom verboden. Samen met de voortzetting van het Britse beleid van ronselen (impressment) zorgde dit voor zeer gespannen relaties met het voormalige moederland. Madisons minister van Buitenlandse Zaken, James Monroe, voerde onderhandelingen met Groot-Brittannië, maar er werd geen tot weinig vooruitgang geboekt en een oorlog leek onontkoombaar. Daarnaast waren er Congresleden die om oorlog riepen, omdat zij van de gelegenheid gebruik wilde maken om het grondgebied van de Verenigde Staten uit te breiden. Prominente leden van deze groep waren Henry Clay en John C. Calhoun.
In het voorjaar van 1812 vroeg Madison aan het Congres een embargo tegen Groot-Brittannië af te kondigen en indien aan de Amerikaanse eisen niet tegemoetgekomen zou worden, hardere maatregelen te treffen, desnoods een oorlogsverklaring. Op 1 juni 1812 liep een ultimatum aan Groot-Brittannië af en Madison hield een toespraak voor het Congres. Hij stelde dat het Britse beleid in feite vijandig was. De maatregelen tegen Amerikaanse koopvaardijschepen en de Britse steun aan indianenopstanden in de westelijke territoria van de Verenigde Staten hadden geleid tot "on the side of Great Britain a state of war against the United States, and on the side of the United States a state of peace toward Great Britain" ("aan de zijde van Groot-Brittannië een staat van oorlog jegens de VS en aan de kant van de VS een staat van vrede jegens Groot-Brittannië"). De president vroeg het Congres of het deze situatie lijdzaam wilde aanzien, of wilde opkomen voor de rechten van de Verenigde Staten. Op 17 juni antwoordde het Congres met een oorlogsverklaring, die Madison een dag later ondertekende. Ironisch genoeg was Groot-Brittannië twee dagen eerder alsnog deels tegemoetgekomen aan de Amerikaanse eisen, maar het nieuws van deze Britse besluiten was nog niet in de Verenigde Staten aangekomen. De Oorlog van 1812 was een feit.
De Verenigde Staten waren slecht voorbereid op een oorlog. Madison trachtte persoonlijk de leiding van de strijdkrachten op zich te nemen. Daarnaast was er in sommige regio's weinig animo voor oorlog. Met name in New England was er een hevig verzet, geleid door de Federalisten, en in Hartford werd zelfs een conventie gehouden waar een aparte vrede met Groot-Brittannië werd overwogen.
In deze moeilijke tijd werden de presidentsverkiezingen van 1812 gehouden. De weerstand in New England tegen de oorlog en het slechte militaire verloop in de beginfase van de oorlog domineerden de verkiezingscampagne, waarin Madison het opnam tegen zijn partijgenoot DeWitt Clinton. Uiteindelijk won Madison in het kiescollege met 128 tegen 89 stemmen, waarmee hij werd herkozen voor een tweede termijn. Zijn running mate en nieuwe vicepresident was Elbridge Gerry.
Militair gezien verliep de oorlog de eerste twee jaar verre van voorspoedig, hoewel de Amerikaanse marine enige successen boekte tegen de superieure Britse Royal Navy. In de loop van 1814 begon het tij te keren in het voordeel van de Amerikanen, hoewel Madison in augustus 1814 werd gedwongen de hoofdstad Washington te ontvluchten. Britse troepen namen de zetel van de Amerikaanse regering in en staken het Witte Huis en andere overheidsgebouwen in brand. Madison had zich bij vluchtende legereenheden gevoegd en reed verscheidene dagen lang te paard rond, voordat hij terugkeerde naar de deels verwoeste hoofdstad.
In de zomer van 1814 stuurde Madison gezanten naar Gent om daar met de Britse regering te onderhandelen over vrede. Op 24 december werd de Vrede van Gent getekend waarin feitelijk de status quo van voor de oorlog werd hersteld. De Amerikaanse doelen waren niet bereikt, maar de doorstane oorlog had wel tot gevolg dat de Verenigde Staten een nieuw zelfvertrouwen hadden gekregen. Madison werd door zijn landgenoten geprezen omdat hij het land heelhuids door de oorlog had geleid.

### Naoorlogs beleid
De laatste twee jaren van Madisons presidentschap stonden in het teken van een groeiende welvaart en toenemend nationalisme in de Verenigde Staten. De president tekende enkele wetten waarin tot de oprichting van een nieuwe nationale bank en de invoering van handelstarieven, die hij jaren eerder fel had bestreden, werd besloten. Hij kwam zo weer iets dichter bij de positie van zijn oude vriend en latere politieke rivaal Alexander Hamilton te staan.
Waar het "binnenlandse verbeteringen" aanging, sprak Madison zijn veto uit over enkele door het federale Congres aangenomen wetten die met name de infrastructuur van het land betroffen. Madison stelde dat de Grondwet het aan de staten voorbehield om wegen, bruggen en dergelijke aan te leggen en te onderhouden.
De oorlog van 1812 bleek heel belangrijk voor de groei van het Amerikaanse zelfbewustzijn. Naar aanleiding ervan werd de band met Europa definitief doorgesneden en men richtte zich nu geheel op de eigen expansie naar het westen. Met dit isolationisme tegenover Europa werd onder Madison een eerste stap gezet in een evolutie die uiteindelijk zou leiden tot de Monroedoctrine van 1823, die de Europese mogendheden het recht zou ontzeggen om zich te bemoeien in intern-Amerikaanse aangelegenheden.

## Na het presidentschap
In 1817 droeg Madison het presidentschap over aan James Monroe en trok hij zich terug op zijn landgoed Montpelier. In 1829 keerde Madison voor korte tijd terug in het openbare leven, toen hij als delegatielid de Virginia Constitutional Convention bijwoonde, waar over een nieuwe Grondwet voor Virginia werd onderhandeld. Madison werd in 1826, na de dood van Jefferson, president van de door zijn politieke vriend opgerichte University of Virginia.
De laatste jaren van zijn leven verkeerde Madison in slechte gezondheid. Desondanks bleef hij de politiek intensief volgen. Op 28 juni 1836 overleed de staatsman op 85-jarige leeftijd te Montpelier. Madison was de laatste nog levende ondertekenaar van de Amerikaanse Grondwet.

## Kabinetsleden onder Madison
| Kabinetsleden              | Ministerie         | Periode     | Bijzonderheden                                |
| -------------------------- | ------------------ | ----------- | --------------------------------------------- |
| Robert Smith               | Buitenlandse Zaken | 1809 – 1811 | Minister van Marine onder Jefferson           |
| William Eustis             | Oorlog             | 1809 – 1812 |                                               |
| Albert Gallatin            | Financiën          | 1809 – 1814 | Idem onder Jefferson                          |
| Caesar Rodney              | Justitie           | 1809 – 1811 | Idem onder Jefferson                          |
| Paul Hamilton              | Marine             | 1809 – 1812 |                                               |
| James Monroe               | Buitenlandse Zaken | 1811 – 1817 | 5e president van de VS                        |
|                            | Oorlog             | 1814 – 1815 |                                               |
| William Pinkney            | Justitie           | 1812 – 1814 |                                               |
| John Armstrong             | Oorlog             | 1813 – 1814 |                                               |
| William Jones              | Marine             | 1813 – 1814 |                                               |
| George Washington Campbell | Financiën          | 1814        |                                               |
| Alexander Dallas           | Financiën          | 1814 – 1816 |                                               |
| Richard Rush               | Justitie           | 1814 – 1817 | Idem onder Monroe + Financiën onder J.Q.Adams |
| William Harris Crawford    | Oorlog             | 1815 – 1816 |                                               |
|                            | Financiën          | 1816 – 1817 | Idem onder Monroe                             |
| Benjamin Crowninshield     | Marine             | 1815 – 1817 | Idem onder Monroe                             |

## Madisons geschriften
- Notes of Debates in the Federal Convention of 1787 Reported by James Madison
- Letters & Other Writings Of James Madison Fourth President Of The United States